# هیرای، مور او رومسدال
هیرای (به لاتین: Herøy, Møre og Romsdal) یک شهرستان نروژ در نروژ است که در مور او رومسدال واقع شده‌است.

## خصوصیات
هیرای ۱۱۹٫۷۷ کیلومترمربع مساحت و ۸٬۸۴۷ نفر جمعیت دارد.